# Râul Bătrâioara
Râul Bătrâioara este un curs de apă, afluent al râului Prahova. 

## Hărți
- Harta județului Prahova